# Zuxul
Zuxul är en ort i Azerbajdzjan.   Den ligger i distriktet Qusar Rayonu, i den norra delen av landet, 190 km nordväst om huvudstaden Baku. Zuxul ligger 677 meter över havet och antalet invånare är 372.
Terrängen runt Zuxul är kuperad åt nordost, men åt sydväst är den bergig. Zuxul ligger nere i en dal som går i öst-västlig riktning. Runt Zuxul är det ganska glesbefolkat, med 48 invånare per kvadratkilometer.. Närmaste större samhälle är Düztahir, 10,8 km sydost om Zuxul.
I omgivningarna runt Zuxul växer i huvudsak lövfällande lövskog.